# Шереметьево (село, Рязанская область)
Шереме́тьево — село Ряжского района Рязанской области, входит в состав Алешинского сельского поселения.

## География
Село расположено на берегу реки Хупта в 13 км на юго-запад от центра поселения села Большая Алешня и в 16 км на юг от райцентра Ряжска.

## История
Сергиевское, Шереметьево тож — вотчина боярина Бориса Петровича Шереметьева, в качестве села с церковью Сергия чудотворца упоминается в Ряжских окладных книгах 1676 года. Каменная Троицкая церковь с приделом Сергиевским построена прихожанами, освящена 25 сентября 1837 года. Одновременно с церковью устроены были колокольня и ограда вокруг церкви. С 1861 года существовала школа, открытая первоначально местным священником и помещавшаяся в церковной сторожке. Впоследствии школа находилась в ведении земства и в особом доме, в ней местный священник состоял законоучителем.
В XIX — начале XX века село являлось центром Шереметьевской волости Раненбургского уезда Рязанской губернии. В 1906 году в селе было 276 дворов.
С 1929 года село являлось центром Шереметьевского сельсовета Ряжского района Рязанского округа Московской области, с 1937 года — в составе Рязанской области, с 2005 года — в составе Алешинского сельского поселения.

## Население
| 1859 | 1897  | 1906  | 2010 |
| ---- | ----- | ----- | ---- |
| 1614 | ↗1666 | ↗2182 | ↘355 |

## Инфраструктура
В селе имеются фельдшерско-акушерский пункт, отделение почтовой связи. До 2011 года действовала Шереметьевская основная общеобразовательная школа.